# Зеленцы (деревня, Чудовский район)
Зеленцы — деревня в Чудовском районе Новгородской области в составе Успенского сельского поселения.

## География
Находится на севере Новгородской области на расстоянии приблизительно 19 км на восток-северо-восток по прямой от районного центра города Чудово.

## История
На карте 1840 года уже была отмечена как поселение с 29 дворами. В 1907 году здесь (тогда деревня Новгородского уезда Новгородской губернии) было учтено 39 дворов). На карте 1937 года обозначена как поселение с 49 дворами.

## Население
Численность населения: 202 человека (1907 год), 15 (русские 86 %) в 2002 году, 5 в 2010.